# Joe Seneca
Joe Seneca (Cleveland, 14 de Janeiro de 1919 – Nova Iorque, 15 de Agosto de 1996) foi um  ator, compositor e cantor estadunidense. Atuou em diversos filmes e programas de televisão, com uma extensa carreira em Hollywood, encenando na maioria das vezes pequenos trabalhos em grandes filmes entre a década de 1970 e a década de 1990.

## Carreira
Nascido Joel McGhee em Cleveland, Joe participou de uma banda de R&B chamada "The Three Riffs", que percorria os clubs de Nova Iorque. Também foi compositor e lançou algumas canções como Talk to Me que foi reproduzido por Little Willie John e "Break It to Me Gently", teve um pequeno romance com Brenda Lee em 1962 e com Juice Newton em 1982.
Fez o papel do bluesman Willie Brown em Crossroads e o Dr. Meddows em  The Blob.
Faleceu em 1996 com 77 anos em Nova Iorque de asma.

## Filmografia parcial
- The House Of Diers Drear
- Crossroads de Walter Hill (1986)
- The Blob (1988)
- The Taking of Pelham One Two de Joseph Sargent (1974)
- Kramer vs. Kramer de Robert Benton (1979)
- Silverado (filme) de Lawrence Kasdan (1985)
- I Robinson (The Cosby Show) (série de TV) (1987)
- Aule turbolente (School Daze) de Spike Lee (1988)
- Mo' Better Blues de Spike Lee (1990)
- Malcolm X de Spike Lee (1992)